# Station Kupienino
Station Kupienino is een spoorwegstation in de Poolse plaats Kupienino.